# Junta da Estremadura

Brasão de Estremadura

A Junta da Estremadura é o órgão colegial  que exerce as funções do Governo da comunidade autónoma da Estremadura. De acordo com as diretrizes gerais do presidente estabelece a política geral,  dirige a administração da comunidade autónoma, exerce a função executiva segundo o que stá estabelecido pela constituição espanhola e o Estatuto de Extremadura (a lei fundamental da comunidade autónoma). Segundo esse estatuto, a sede da junta é em Mérida, cidade que também é capital da comunidade.
A junta é composta pelo presidente, vice-presidente ou vice-presidentes, se os houver, e os conselheiros (ministros regionais). Cada conselheiro está à frente de uma consejería e é nomeado e destituído livremente pelo presidente. A junta presta contas e é fiscalizada pela Assembleia da Estremadura.

## Constituição atual (2015)
O presidente atual (2015) é Guillermo Fernández Vara. A constituição atual da junta é a seguinte:

| Cargo                                                                            | Titular                           |
| -------------------------------------------------------------------------------- | --------------------------------- |
| Presidência                                                                      | Guillermo Fernández Vara          |
| Vice-presidência, Porta-voz y Conselheira do Emprego, Empresas e Inovaçao        | Pilar Blanco-Morales Limones      |
| Conselheiro da Administraçao Pública                                             | Pedro Tomás Nevado-Batalla Moreno |
| Conselheiro da Economia e Finanças                                               | Antonio Fernández Fernández       |
| Conselheiro do Desenvolvimiento, Habitaçao, Ordenamiento do Territorio e Turismo | Víctor Gerardo del Moral Agúndez  |
| Conselheiro da Agricultura, Desenvolvimiento Rural, Ambiente e Energia           | José Antonio Echávarri Lomo       |
| Conselheira de Educação e Cultura                                                | Trinidad Nogales Basarrate        |
| Conselheira de Saúde e Assuntos Sociais                                          | Jerónima Sayagués Prieto          |

## Presidentes
| Nº | Nome                         | Início | Fim  | Partido | Notas                                                                          |
| -- | ---------------------------- | ------ | ---- | ------- | ------------------------------------------------------------------------------ |
| 1. | Luis Ramallo García          | 1978   | 1980 | UCD     | Governo pré-autônomo.                                                          |
| 2. | Manuel Bermejo Hernández     | 1980   | 1982 | UCD     | Governo pré-autônomo. Foi substituto de Luis García.                           |
| 3. | Juan Carlos Rodríguez Ibarra | 1982   | 2007 | PSOE    | Pré-autônomo até junho de 1983. Primeiro Presidente eleito em eleições livres. |
| 4. | Guillermo Fernández Vara     | 2007   |      | PSOE    | Eleito em eleições gerais.                                                     |